# Marek Teleszyński
Marek Teleszyński (ur. 2 marca 1940 w Częstochowie, zm. 18 stycznia 2022) – polski artysta malarz.
Urodzony 22 marca 1940 r. w Częstochowie. Z zawodu był chemikiem i pracował w zawodzie, a prywatnie interesował się sztuką. Po przejściu na emeryturę został słuchaczem Uniwersytetu Trzeciego Wieku przy Akademii im. Jana Długosza, tam też zajął się malarstwem i w 2010 r. podjął studia w zakresie malarstwa na Wydziale Sztuki Akademii im. Jana Długosza, gdzie obronił pracę licencjacką i z wyróżnieniem magisterską (2016 r.). Był najstarszym absolwentem w historii tej uczelni.
Członek Związku Polskich Artystów Plastyków, członek Częstochowskiego Stowarzyszenia Plastyków im. Dudy-Gracza. Jego obrazy wystawiano na wystawach indywidualnych i zbiorowych.
Zmarł 18 stycznia 2022 r.